# Me-gumi no Daigo Kyūkoku no Orange
Me-gumi no Daigo Kyūkoku no Orange (jap. め組の大吾 救国のオレンジ) ist ein Manga des japanischen Zeichners Masahito Soda, der seit 2020 in Japan erscheint. Es handelt sich um eine Fortsetzung der älteren Serie Me-gumi no Daigo des gleichen Autors. Der Comic wurde auch als Anime-Fernsehserie umgesetzt, die international als Firefighter Daigo: Rescuer in Orange veröffentlicht wird.

## Inhalt
Nachdem sie bereits einige Zeit in Löschzügen und im Büro bei der Feuerwehr gearbeitet haben, beginnen Daigo Toake (十朱大吾), Shun Onoda (斧田駿) und Yuki Nakamura (中村雪) die Ausbildung für lebensrettende Einsätze. Alle drei sind erst 19 und damit recht jung für diesen Schritt, wobei besonders Daigo sich von allen anderen absetzt. Nakamura eifert ihm nach, kommt aber kaum an ihn heran. Und dass sie als Mädchen von ihren Kameraden mit anderen Augen gesehen wird, nervt sie eher. Shun Onoda wiederum ist ehrgeizig, aber nicht ganz so geradlinig wie Daigo. Er ging überhaupt erst zur Feuerwehr, um seine damalige Mitschülerin Nakamura zu beeindrucken und mit ihr auszugehen. Dennoch gibt er alles, wenn es darauf ankommt. Er ist es auch, der mitbekommt, dass Daigo ein Geheimnis hat, das Ausbilder Kyōsuke Yamagami für sich behalten soll. Yamagami nimmt alle hart heran. Als die Ausbildung abgeschlossen ist, sind sie ihm jedoch dafür dankbar, da sie gut auf die gefährlichen Einsätze vorbereitet wurden.
Der talentierte Daigo wird als erster der Drei zur Spezialeinheit zur Lebensrettung abgeordnet. Ein halbes Jahr später folgt ihm Shun, sodass die beiden Kameraden nun wieder vereint sind. Nachdem Daigo in der Ausbildung noch auf Distanz ging, haben sich beide inzwischen schätzen gelernt. Nakamura ist frustriert, dass sie trotz allen Anstrengungen noch nicht ausgewählt wurde.

## Veröffentlichungen
Der Manga erscheint seit Oktober 2020 im Manga-Magazin Gekkan Shōnen Magazine. Dessen Verlag Kodansha bringt die Kapitel seit April 2021 auch gesammelt in bisher elf Bänden heraus (Stand: Februar 2025).
Bei Studio Brain’s Base entstand eine Adaption des Mangas als Anime für das japanische Fernsehen. Das Drehbuch von Shinzō Fujita wurde unter der Regie von Masahiko Murata umgesetzt. Die künstlerische Leitung lag bei Akira Itō und das Charakterdesign entwarfen Hitomi Tsuruta und Koji Yabuno. Für den Ton war Takeshi Takadera verantwortlich, für die Kameraführung Yorinobu Oda. Die 3D-Animationen entstanden unter der Leitung von Saki Yashiro.
Die Verfilmung wurde erstmals im Dezember 2022 angekündigt. Die 23 Minuten langen Folgen werden seit dem 30. September 2023 von ytv und Nippon TV in Japan ausgestrahlt. Parallel dazu findet die internationale Veröffentlichung per Streaming über die Plattform Crunchyroll statt, unter anderem mit Untertiteln auf Deutsch, Englisch, Spanisch, Portugiesisch und Französisch.

### Synchronisation
| Rolle            | Japanischer Sprecher (Seiyū) |
| ---------------- | ---------------------------- |
| Daigo Toake      | Junya Enoki                  |
| Shun Onoda       | Taku Yashiro                 |
| Yuki Nakamura    | Ayane Sakura                 |
| Daigo Asahina    | Katsuyuki Konishi            |
| Kyōsuke Yamagami | Tetsu Inada                  |

### Musik
Die Musik der Serie wurde von Norihito Sumitomo komponiert. Das Vorspannlied Anthropos stammt von KANJANI∞ und der Abspann ist mit dem Lied Perfect World von LMYK unterlegt.